# Высокие Сечи
Высокие Сечи — деревня в Кадомском районе Рязанской области. Входит в Восходское сельское поселение.

## География
Находится в восточной части Рязанской области на расстоянии приблизительно 19 км на запад-юго-запад по прямой от районного центра поселка Кадом.

## История
Деревня была основана в 1927—1928 годах жителями села Полтевы Пеньки (ныне Восход).

## Население
| 1984 | 2010 | 2023 |
| ---- | ---- | ---- |
| 80   | ↘24  | ↘17  |

Численность населения: 36 человек в 2002 году (русские 100 %), 24 в 2010.